# Bjurfors, Norbergs kommun
Bjurfors är en ort i Norbergs socken i Norbergs kommun, på gränsen till Avesta kommun och Avesta tätort. Orten har tidigare haft ett betydande mässingsbruk och en skogsskola. Genom byn går Salomonsån, även kallad Bjurforsbäcken, som utmynnar i Dalälven. Orten har varit klassad som en småort till 2023 med undantag av avgränsningen 2010.

## Håkansbenning
Håkansbenning var ett järnbruk vid Bjurforsbäcken. Första gången orten Bjurfors nämns i skrift var 1413 under namnet Håkansbenning. Denna hytta som under stora delar av 1500-talet drevs av fyra bergsmän, kom att bli startskottet för bygdens industriella utveckling. År 1645 nämns Håkansbennings hytta och hammare i ett pantbrev till Västmanlands landshövding. Hyttan avvecklades under 1650-talet. 

## Bjurfors mässingsbruk
Bjurfors mässingsbruk var ett mässingsbruk som ersatte hyttan. År 1663 beviljades Isaac Cronström (1620-1679) kungligt privilegium att anlägga ett mässingsbruk på den nedlagda hyttans plats. Bjurfors mässingsbruk anlades 1667 och var i drift 1670. Därefter kom ortsnamnet Håkansbenning att bytas ut mot Bjurfors. Bjur är en äldre benämning på bäver. Bjurfors betyder bäverfors.
Bjurforsbäcken är förhållandevis liten jämfört med vattendragen vid andra bruk av samma status.
Bruksområdet var delat i tre områden runt varsitt vattenfall: herrgårdsplatsen, stora trådhytteplatsen och lilla trådhytteplatsen. Vid herrgårdsplatsen ligger i dag Bjurfors Herrgård. Vid denna plats uppfördes ett valsverk som togs i drift runt år 1670.
Mässing består till två tredjedelar av koppar som legeras med en tredjedel zink. Koppar fanns tillgängligt i Koppardalen i Avesta. Zink importerades från Ungern och Polen i form av galmeja. Träkol från lokala kolmilor användes för upphettning. Deglar för smältning i brännugnarna tillverkades av lera, som importerades från Frankrike, Italien eller södra Tyskland. Mässing kan gjutas, svarvas, fräsas och lödas.
Carl von Linné besökte bruket vid sin resa till Bergslagen 1733 - 1734. Han gör följande notering i sin dagbok: ”Mässingsbruk vid Bjurfors i Västmanland vid Avestad ¼ mil. 1732 d. 4 jan.” Han beskriver arbetsmomenten vid bruket i ord och teckningar.
Bland byggnader på herrgårdsplatsen kan nämnas ett stort kolhus och ett stamphus. I stampen finkrossades träkol till stybb, som användes vid framställning av mässing i brännugnarna. Stampen användes också för att blanda lera för tillverkning av deglar. Smältdeglar förbrukades vid användandet och nya måste tillverkas. Kostnaden för leran var påtagligt stor.
Galmejan renades från föroreningar genom rostning och maldes därefter till pulver. Pulvret blandades med fuktad stybb. Kopparen rostades för att ta bort föroreningar och stöttes tillsammans med mässingsskrot till smådelar. Den renade galmejan och kopparen smältes i deglar i smältugnen. Smältningen pågick under elva till tolv timmar Den färdiga smälta mässingen flöt underst i degeln under ett täcke av kol och föroreningar. Den flytande smälta mässingen hälldes ut över platta stenar och stelnade till mässingsplåtar. Plåtarna klipptes till mindre ämnen i klippstugan. Ämnena gick sedan till valsverket där de valsades till band. Banden sändes nedströms till trådhyttorna där de drogs till mässingstråd, som var en stor produkt i brukets ekonomi. 
I krongjutareverkstaden tillverkades ljuskronor från cirka 1715. Här tillverkade även ljusstakar, strykjärn, tobaksdosor och andra lite mer komplicerade produkter. Carl Norman var kronogjutare vid Bjurfors 1760 – 1790. Under den tiden skapade han en tobaksdosa med präglad månadskalender på lock och botten. Det var en försvenskning av den i Skandinavien tidigare använda runstaven som användes under 1500-talet och 1600-talet. Bjurfors produktion utgjorde vid den här tiden tillsammans med Skultuna Messingsbruk så gott som hela rikets manufaktur av mässingsljuskronor.
Den stora trådhyttan, ungefär 500 meter nedströms herrgården anlades cirka 1670. Tråd i mässing utgjorde den ekonomiskt största produkten i bruket under hela dess livstid.
Den lilla trådhyttan låg några hundra meter nedströms från den stora trådhyttan. Den ligger i Dalarnas län, medan övriga delar av bruket ligger i Västmanland. I den hyttan tillverkade först tråd, senare kastruller, pannor och enklare bruksföremål. Här maldes också galmeja som användes vid tillverkning av mässing. En separat kvarn användes för att malda säd till mjöl.
De sista mässingsprodukterna producerades i Bjurfors år 1835. Härefter bedrevs mindre verksamhet med stångjärnshammare, timmersåg och tegelbruk.

## Skogsskola
Svenska staten hade sommarförläggning för skogsskolan i Bjurfors från 1896. De flesta gamla verkstadsbyggnader revs i slutet av 1960-talet. De statliga skogsskolorna upphörde 1970 och Bjurfors skogsskola nedlades. Sista rektorn var jägmästaren Falk Kuylenstierna.
Från 1971 hade Vattenfall under några år utbildningsskola i Bjurfors.

## Herrgården
Herrgården totalförstördes i en brand 2006. Branden spred sig i det tre våningar stora huset. Två familjer bodde på gården. Alla klarade sig utan fysiska skador. Herrgården återuppbyggdes i samma stil.
I dag 2020 bedrivs hotell- och konferensverksamhet i herrgården och villor runt herrgården. Bjurfors hotell & konferens ligger bara några minuters bilväg från Avesta.

## Galleri

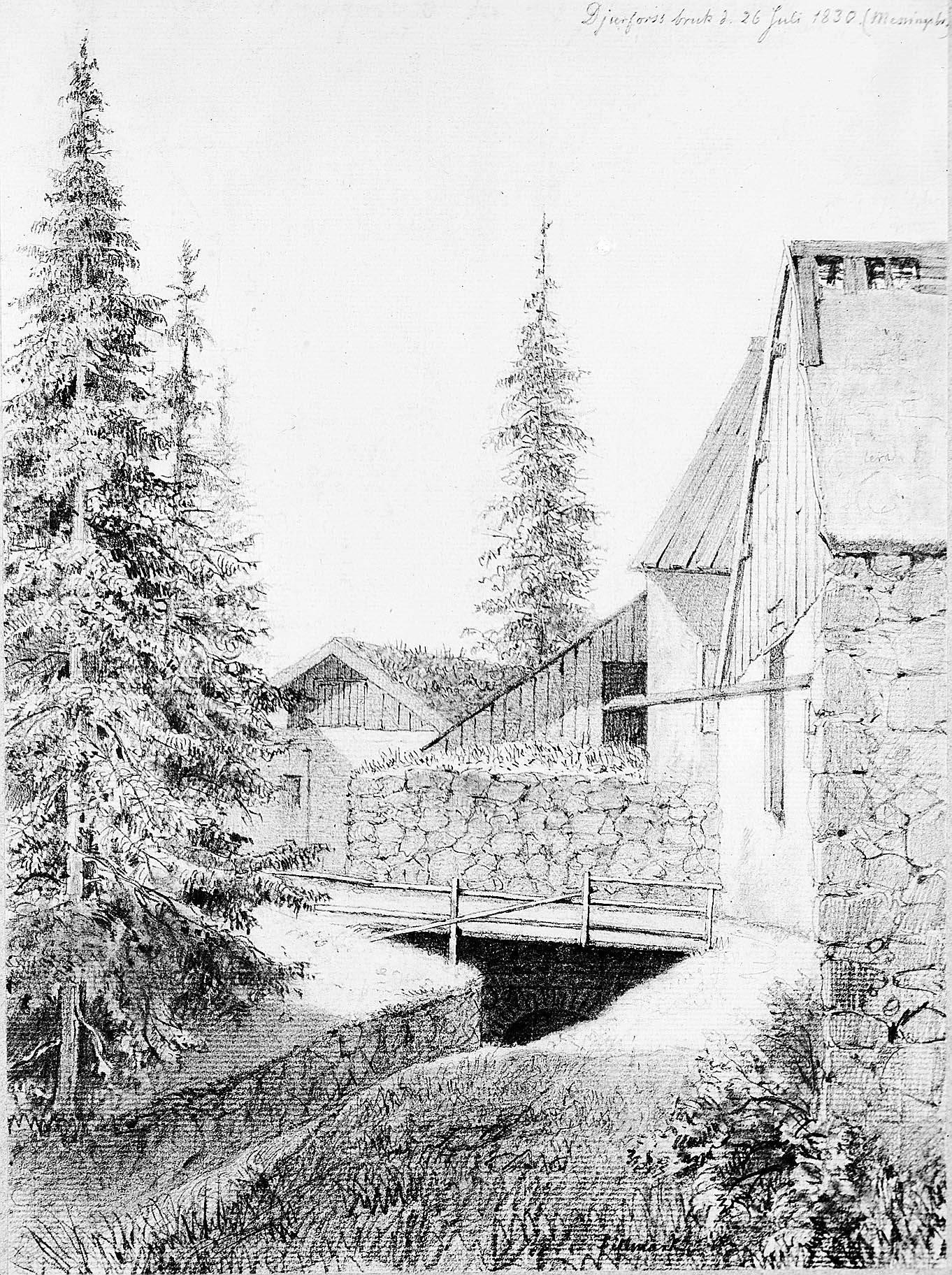
Bjurfors bruk 1830, stora trådhyttan.
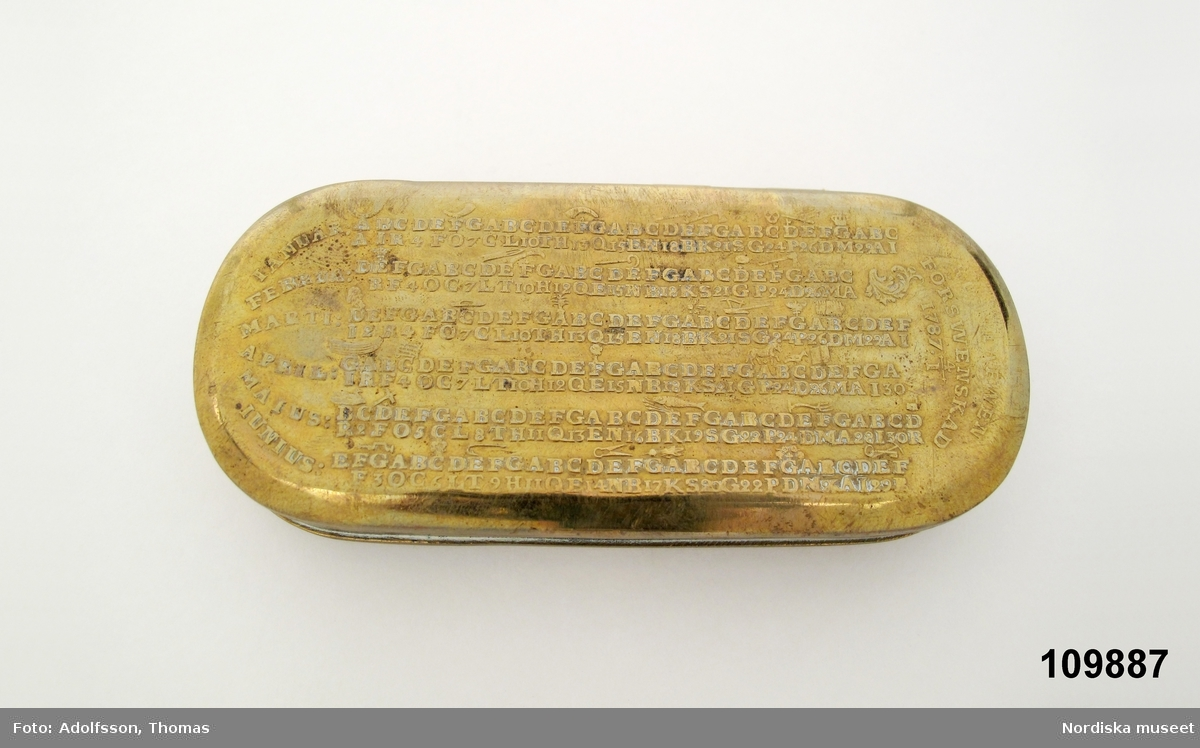
Tobaksdosa med beständig kalender, Nordiska museet, Bjurfors eller Skultuna. Dosan har den gravyr som Carl Norman använde på mässingsdosan av 1787 års modell. Sedan produktionen vid Bjurfors lagts ned upptogs produktionen av kalenderdosor i början av 1800-talet upp av G. Hedenström vid Skultuna bruk. 1841 började man vid Skultuna tillverka kopior på 1787 års Bjurforsdosa. Produktionen fortsatte fram till 1918.
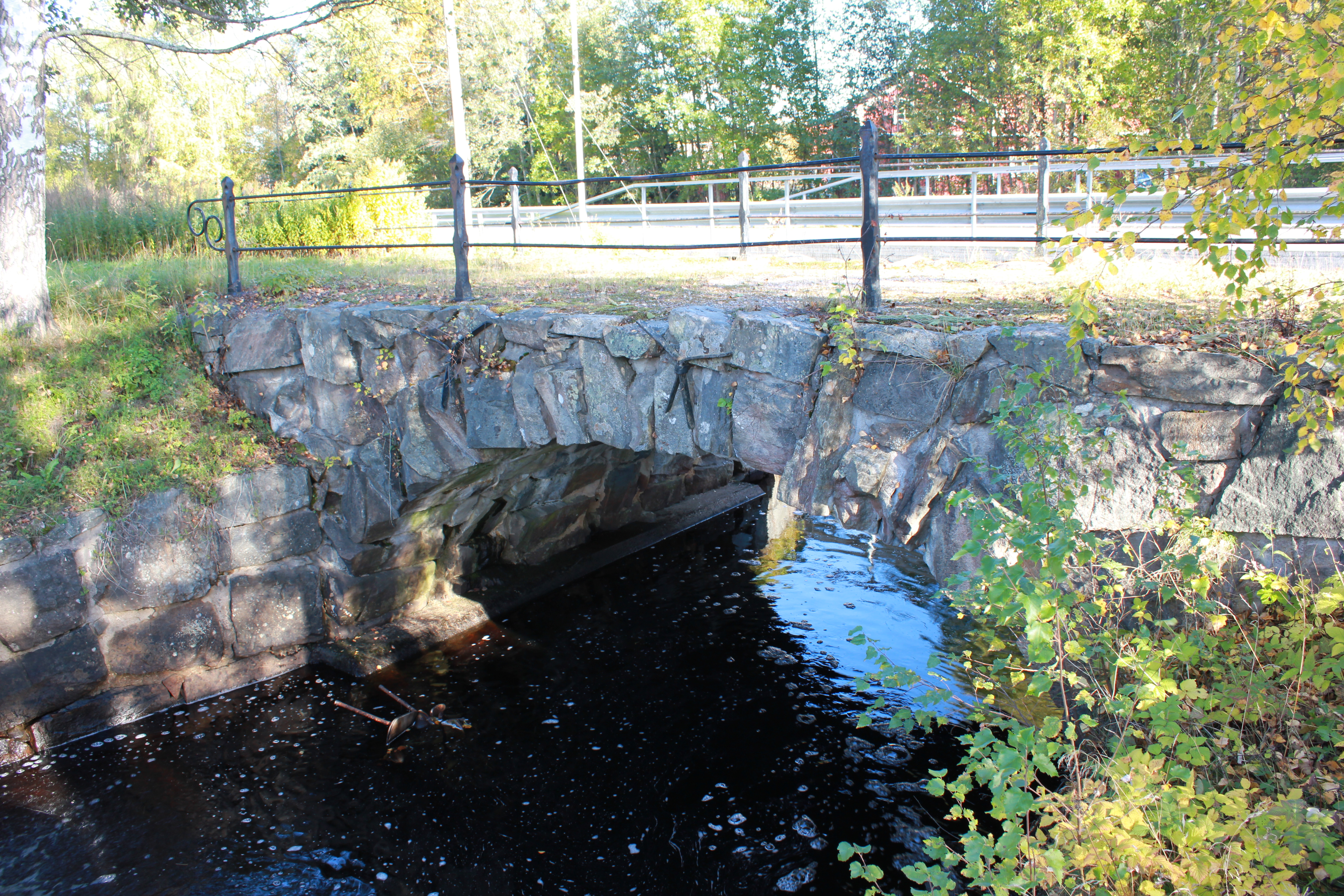
Gamla bron i Bjurfors, Västmanlands äldsta bro.
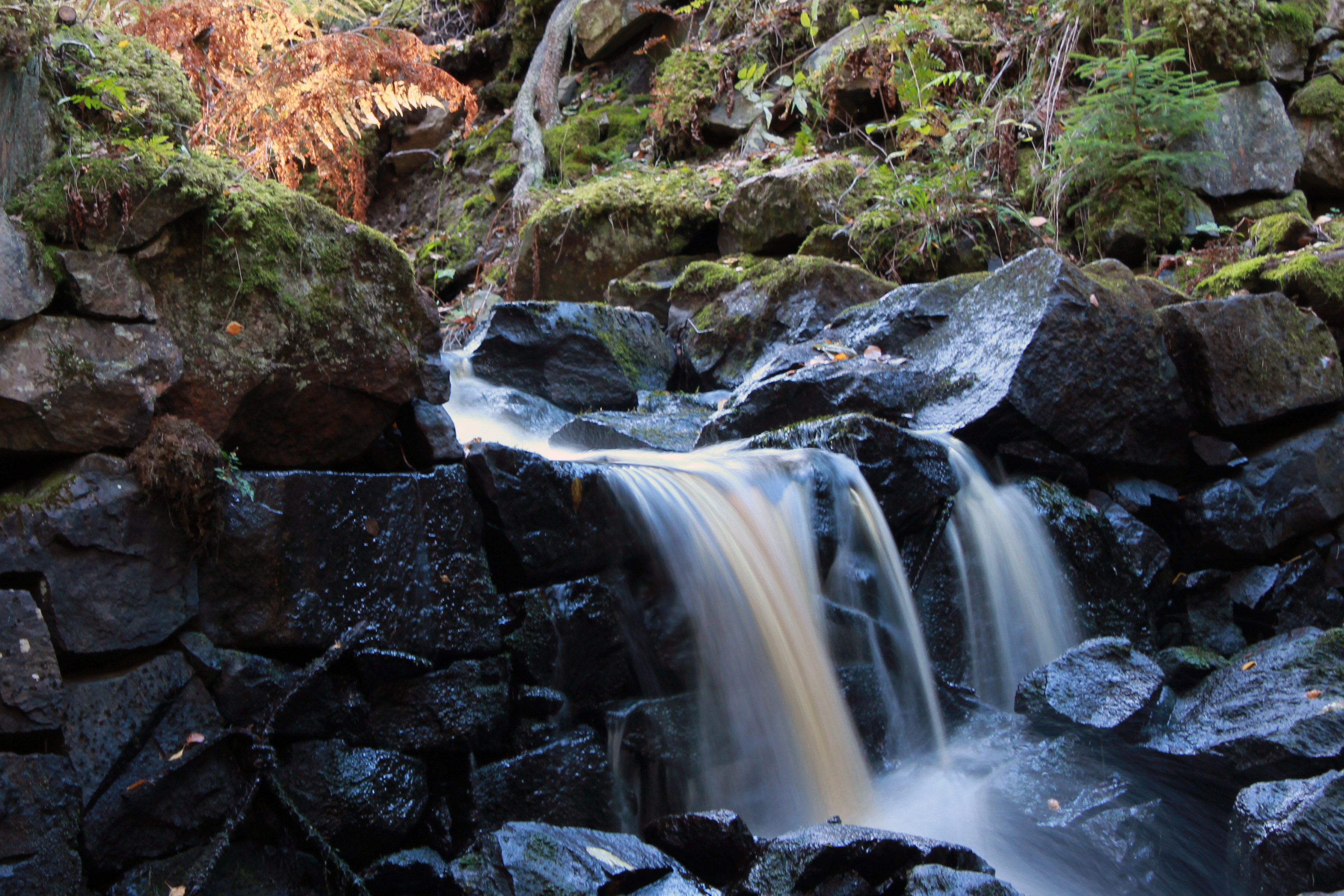
Ruiner efter Bjurfors bruk.